# Tanto
Tanto (短刀, kratek meč) je samurajski nož, ki je po navadi dolg med 15 in 30cm. Za razliko od katane in vakizašija je namenjen bodenju in ne sekanju. Prvič so se začeli pojavljati v obdobju Heian, vendar ti meči niso imeli nikakršne umetniške vrednosti in njihov namen je bil izključno le kot orožje. V obdobju kamakura pa so se začeli pojavljati tanti z umetniškimi motivi. Takrat je začel kovati Jošimicu (najbolj slavni izdelovalec tantov v japonski zgodovini). Izdelovanje tega orožja se je povečevalo vse do obdobja Muromači in nato upadlo v obdobju Šinto (obdobje »novega meča«), posledica tega je, da so tanti iz tega obdobja precej redki.
Njegova popularnost se je znova povečala v obdobju Šin-Šinto (obdobje »novega novega-meča«) in proizvodnja se je znova povečala.
Nože tanto so večinoma nosili samuraji, navadni ljudje jih navadno niso posedovali. Ženske so včasih za samoobrambo nosile majhen tanto, imenovan kaiken, ki so ga skrile v svoj obi. Pred 16. stoletjem je samuraj nosil tanto in tači, to se je pozneje zamenjalo z vakizašijem in katano. Tanto je bil tudi priljubljeno orožje nindž, ki so ga občudovali zaradi njegove lahkote in koristnosti. Tanto je bil tudi priljubljeno orožje jakuz.

## Zgodovina tanta na Japonskem

### Od obdobja Heian do obdobja Muromači
Noži tanto so se prvič pojavili v obdobju Heian, takrat pa so bili bolj redko uporabljeni kot orožje. Z začetkom obdobja Kamakura so postajali tanti bolj estetsko oblikovani, hira in uči-sori pa sta bili takrat najbolj priljubljeni verziji tega noža. Nekje sredi obdobja Kamakura se je število tantov začelo večati, nov stil tanta imenovan Kanmuri-otoši je postal najbolj razširjen v mestih Kjoto in Jamato. Zaradi stila mečevanja, ki ga je predstavil tači v poznem obdobju Kamakura, so tanti postajali vse daljši in širši. Začetek Hačimanske vere je postal viden v graviranju tantov. Hamon (kovaštvo meča) je bil podoben tačijevem, z nekaj manjšimi razlikami. V obdobju Nambokučo so kovali tante vse do dolžine štiridesetih centimetrov, za razliko od prejšnje normalne dolžine tridesetih centimetrov. Nekje v tem času sta nastala dva prevladujoča hamon stila; starejši stil, bolj fin in umetniški in novi stil, ki je bil bolj razkošen. Z začetkom obdobja Muromači  je nenehno bojevanje povzročilo masovno proizvodnjo orožja, s tem se je povečala proizvodnja orožja in znižala kvaliteta navadnih mečev, posebej izdelani meči pa so kvaliteto ohranili.

### Od Memoja do zgodnjega obdobja Edo
Približno dvestopetdeset let je bila Japonska združena, v njej pa ni v tem času potekala nobena vojna. V tem času miru ni bilo velike potrebe po orožju. To je vodilo v izpopolnjevanje znanja mojstrskih kovačev in izumljanje novih vrst orožja. Med tem časom sta nastala katana in vakizaši, ki sta zamenjala mesto tačija in tanta, ki sta bili prej najbolj uporabljeni orožji. V tem obdobju je iz tega razloga tudi najbolj upadlo število novih skovanih tantov. Edini, ki so bili skovani, so bili kopije nožev iz prejšnjih obdobij.

### Pozno obdobje Edo
Tudi v tem obdobju je bilo kovanje tantov zelo omejeno. Tisti, ki pa so jih kovali so se zgledovali po prejšnjih obdobjih Kamakura, Nambokučo ali Muromači.

Oseba, ki je najbolj pripomogla h kovanju tantov v tem obdobju je bil Suišinši Masahide.

### Od obdobja Meidži do sedanjosti
Veliko tantov je bilo skovanih pred drugo svetovno vojno, zaradi ponovne vzpostavitve cesarjeve moči. Člani kraljevske vlade so namreč začeli ponovno nositi kombinacijo tanta in tačija. Tako se je število teh nožev v izdelavi ponovno povečalo. Vendar se je zaradi kasnejše omejitve na kovanje mečev, število tantov ponovno zmanjšalo. Danes je tovarniško izdelane kopije tega noža moč dobiti v skoraj vsaki trgovini s hladnim orožjem.
- Lazar, Tomaž: Japonsko orožje in bojevniška kultura na Slovenskem, Ljubljana, Narodni muzej Slovenije, 2017, (COBISS)